# Mythimna pastellinia
Mythimna pastellinia là một loài bướm đêm trong họ Noctuidae.